# Unternehmen Rösselsprung (1944)
Das Unternehmen Rösselsprung war der Deckname einer deutschen Militäroperation vom 25. Mai bis zum 6. Juni 1944 gegen die Jugoslawische Volksbefreiungsarmee (JVBA). Ziel war es, Josip Broz Tito gefangen zu nehmen oder zu töten und somit die Führungsstrukturen der JVBA nachhaltig zu schwächen. Zu diesem Zweck landete das SS-Fallschirmjäger-Bataillon 500 im bosnischen Drvar, wo sich das Oberste Hauptquartier der JVBA befand. Weitere deutsche und kroatische Einheiten stießen aus verschiedenen Richtungen nach Drvar vor, das sie am 26. Mai 1944 erreichten. Das Ziel, Tito gefangen zu nehmen, wurde nicht erreicht, dennoch wurden die Kommandostrukturen der JVBA durch die Flucht Titos zeitweilig gestört.
In der jugoslawischen Nachkriegshistoriographie wurde das Unternehmen Rösselsprung als die zentrale Operation einer letzten Großoffensive der Achsenmächte gegen die Partisanen, die als „siebte feindliche Offensive“ bezeichnet wurde, interpretiert.

## Ausgangslage
Nach einem von den Briten inszenierten Putsch gegen die achsenfreundliche Regierung des Königreichs Jugoslawien am 27. März 1941 befahl Adolf Hitler, das Land zu besetzen. Am 6. und 7. April 1941 begann mit dem Luftangriff auf Belgrad durch die Wehrmacht der Balkanfeldzug, worauf die jugoslawische Armee bereits am 17. April 1941 bedingungslos kapitulierte. Es folgte die Zerschlagung des Staates Jugoslawien und die Besetzung durch Truppen der Achsenmächte. In ihren Besatzungszonen schufen deutsche und italienische Besatzungsmächte den NDH-Staat, was zu einer Verschärfung der latenten ethnischen Spannungen führte. Der Konflikt zwischen den verschiedenen Volksgruppen eskalierte unter anderem im Völkermord an den Serben im Unabhängigen Staat Kroatien und in einer äußerst brutal geführten Partisanenbekämpfung.
Der Widerstand gegen die Besatzung wurde zunächst von nationalistischen, serbischen Tschetniks unter Dragoljub Draža Mihailović getragen. Nach dem Überfall auf die Sowjetunion am 22. Juni 1941 begann auch die Kommunistische Partei Jugoslawiens unter Tito den aktiven Kampf gegen die Besatzungsmächte. Die politischen Gegensätze zwischen den beiden wichtigsten Widerstandsgruppen führte zu einer komplizierten Gemengelage in einem Bürgerkrieg mit wechselnden Allianzen.
Nach dem italienischen Waffenstillstand von Cassibile am 8. September 1943 fiel der JVBA umfangreiches Kriegsmaterial in die Hände. Sie konnte daraufhin „befreite Zonen“ vor allem in Bosnien schaffen und gewann auch die Unterstützung der Westalliierten, die bis dahin die Tschetniks unterstützt hatten. Somit wurde die JVBA, die zwischenzeitlich auf 100.000 bis 150.000 Mann angewachsen war, zum Hauptgegner der deutschen Besatzungstruppen, der von der deutschen Führung als „gut geführt, mit schweren Waffen ausgerüstet“ bewertet wurde.
In einer Reihe von militärischen Unternehmen versuchte der deutsche Oberbefehlshaber Südost, Maximilian von Weichs, die JVBA zu zerschlagen, was sich aber angesichts der angespannten Personallage als schwierig erwies. Um die besetzten Gebiete zu kontrollieren, verfügte die Heeresgruppe F nur über wenige deutsche Divisionen, die Mehrzahl der Besatzungstruppen gehörten zur Kroatischen Legion, Truppen des NDH-Staates mit deutschem Rahmenpersonal bzw. zu aus dem Land rekrutierten Divisionen der Waffen-SS.
Die Waffen-SS hatte 1942 damit begonnen, die wehrfähigen Volksdeutschen zum Dienst heranzuziehen, was schließlich zur Bildung der 7. SS-Freiwilligen-Gebirgs-Division „Prinz Eugen“ führte. Die SS-Division wurde vor allem zur Partisanenbekämpfung eingesetzt. 1943 bzw. 1944 wurden zwei weitere Divisionen, die 13. Waffen-Gebirgs-Division der SS „Handschar“ (kroatische Nr. 1) und die 23. Waffen-Gebirgs-Division der SS „Kama“ aufgestellt, die überwiegend aus bosnischen Muslimen bestanden.

## Planung
Bereits im Oktober 1943 gab es Überlegungen zum Einsatz der Division „Brandenburg“ gegen die Führungsspitze der JVBA, insbesondere Tito selbst. Die Planungen wurden jedoch durch die Eroberung von Jajce, wo sich das Hauptquartier der JVBA befunden hatte, erschwert.

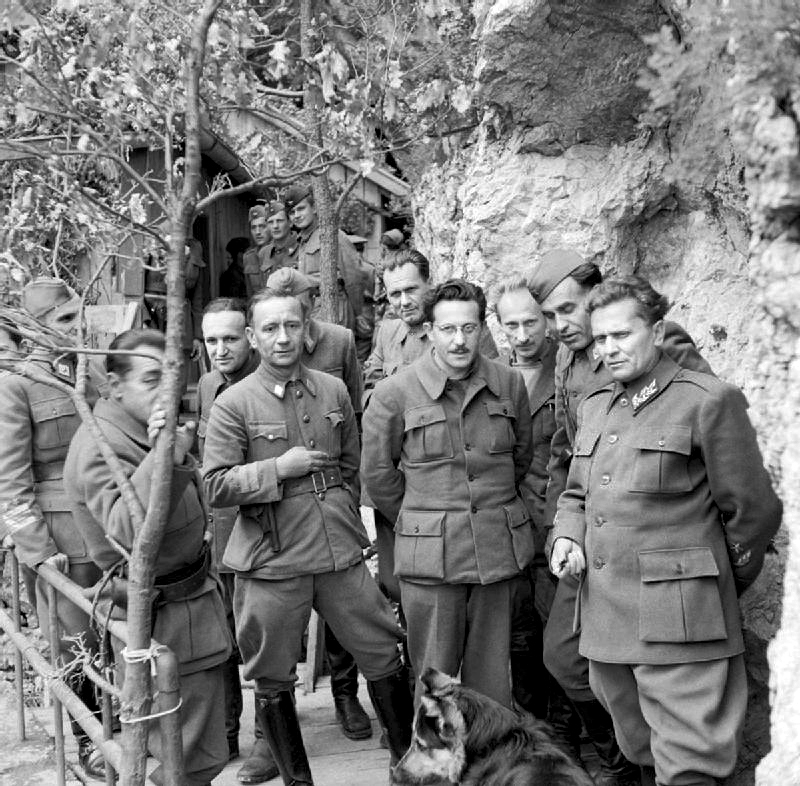
Tito (rechts) mit Mitgliedern des Kabinetts und des Stabes in Drvar, wenige Tage vor der Operation Rösselsprung.

Erst im März 1944 gelang es der deutschen Führung durch Funkpeilung den neuen Standort des Obersten Stabes in Drvar ausfindig zu machen. Dadurch bot sich die Gelegenheit, der JVBA eine empfindliche Niederlage beizubringen und ihre Führung zu zerschlagen.

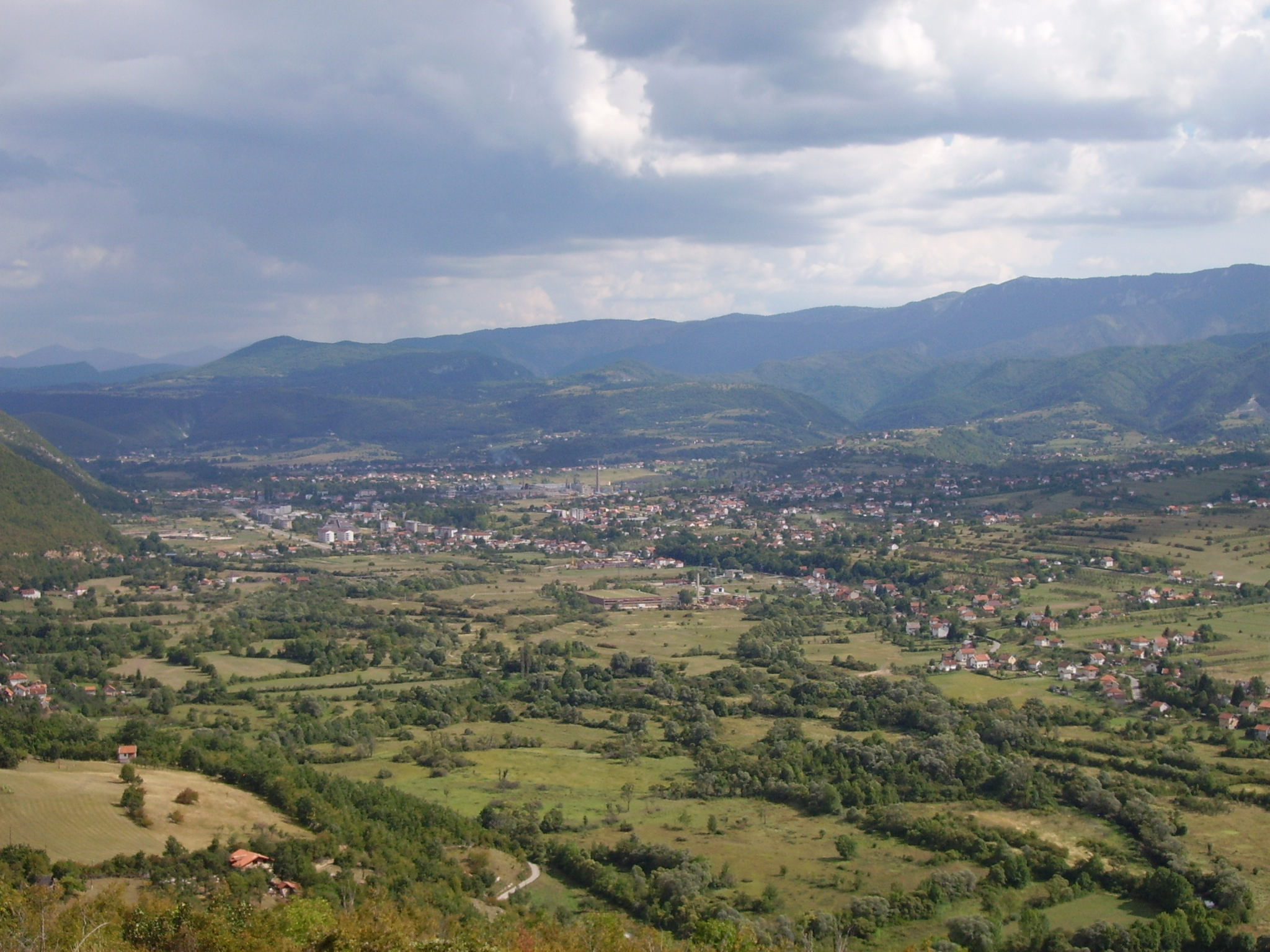
Ansicht von Drvar heute

Am 6. Mai 1944 wurde das Armeeoberkommando der 2. Panzerarmee (Generaloberst Lothar Rendulic) vom Oberbefehlshaber Südost (OB Südost) angewiesen, die Umfassung und Zerschlagung der um Drvar konzentrierten JVBA-Truppen vorzubereiten. Neben dem XV. Gebirgs-Korps (General der Infanterie Ernst von Leyser) und dem V. SS-Gebirgs-Korps wurden der 2. Panzerarmee die Panzer-Abteilung 202, das 4. Regiment „Brandenburg“ und das Grenadier-Regiment 92 (mot.) aus der Reserve des OB Südost unterstellt.
Hinzu kamen am 7. Mai die Aufklärungs-Abteilung der 1. Gebirgs-Division aus der Reserve des OKW und nach gesonderter Anfrage des Wehrmachtführungsstabes beim Reichsführer SS schließlich am 11. Mai das SS-Fallschirmjäger-Bataillon 500. Die beteiligten Luftstreitkräfte unterstanden dem Fliegerführer Kroatien.
Am 13. Mai wurden dem OB Südost die Grundsätze für die Durchführung des Unternehmens übermittelt, wonach das SS-Fallschirmjäger-Bataillon über Drvar abgesetzt werden und zusammen mit Einheiten der Division „Brandenburg“ in Volltarnung das feindliche Führungszentrum ausschalten sollte. Gleichzeitig war vorgesehen, mit fünf motorisierten Kampfgruppen in Regimentsstärke gegen Drvar vorzugehen und die eigenen Truppen zu entsetzen.
Dieser Plan wurde am 21. Mai im Wesentlichen von Hitler genehmigt. Als X-Tag, der Beginn der Operation, wurde der 25. Mai bestimmt.

## Vorbereitung

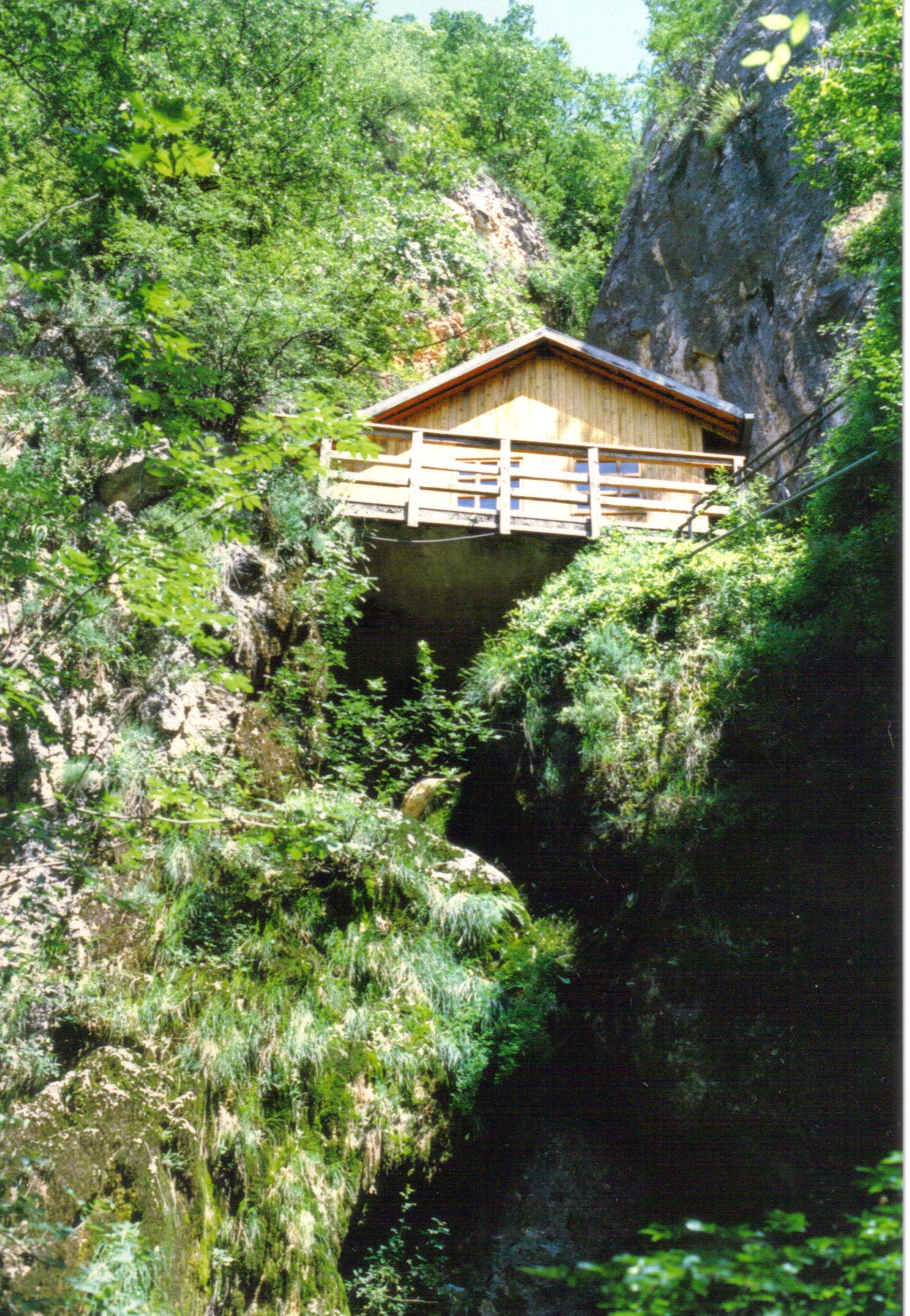
Operationsziel „Zitadelle“: Titos Höhlenversteck heute

In den Tagen vor dem Beginn der Operation flog die Luftwaffe verstärkt Luftbildaufklärung über dem Einsatzgebiet in Drvar, was nicht unbeobachtet blieb. Das SS-Fallschirmjäger-Bataillon, verstärkt um zwei Kompanien des 1. Fallschirmjäger-Regiments der 1. Fallschirmjäger-Division, befand sich seit dem 21. Mai in Kraljevo streng abgeschirmt in Bereitschaft. Alle Erkennungsmerkmale waren abgelegt worden und die Soldaten trugen reguläre Infanterieuniformen. Jeder der 875 Mann erhielt ein Foto Titos, um die Identifikation zu erleichtern.
Die Luftwaffe stellte für den Transport der Fallschirmjäger 40 Ju 52 der II. Gruppe des Transportgeschwaders 4 und 34 Lastensegler der Schleppgruppe 1 und der II. und III. Gruppe des Luftlandegeschwaders 1 zur Verfügung. Die Lastensegler vom Typ DFS 230 B-1 wurden von 17 Hs-126, 12 Ju-87 und fünf Avia B.534 geschleppt. Für die Erdkampfunterstützung standen je eine Gruppe des Jagdgeschwaders 51 (II./JG51) und des Schlachtgeschwaders 2 (I./SG 2) bereit. Da nicht genügend Transportmaschinen bzw. Lastensegler zur Verfügung standen, um das verstärkte Bataillon gleichzeitig zu transportieren, wurden drei Gruppen gebildet. Die erste Gruppe (314 Mann) sollte mit dem Fallschirm abspringen, während die zweite Gruppe (340 Mann) in Lastenseglern landete. Die verbleibenden 220 Mann sollten in einer zweiten Welle mit dem Fallschirm landen.
Die Lastenseglergruppe war in sechs Kampfgruppen aufgeteilt. Die stärkste Gruppe, „Panther“ (110 Mann), sollte das Objekt „Zitadelle“ einnehmen, in dem man Tito mit seinem Stab vermutete. Es handelte sich dabei um eine ausgebaute Höhle in dem die Stadt umgebenden Höhenzug. Die Kampfgruppen „Greifer“ (40 Mann), „Stürmer“ (50 Mann), „Brecher“ (50 Mann) und „Beißer“ (20 Mann) sollten die alliierten Militärmissionen einnehmen, die Kampfgruppe „Draufgänger“ (70 Mann) die Funkstation.
Die Absprunggruppe bildete drei Kampfgruppen, „Blau“ (100 Mann), „Grün“ (95 Mann) und „Rot“ (85 Mann), die die Stadt erobern und Ausbruchversuche verhindern sollte. Dazu kam der Bataillonsstab mit 34 Mann. Die 2. Welle (220 Mann) sollte so bald wie möglich nachgeführt werden. Am Vorabend des X-Tages bezogen die Kampfgruppen der beiden Gebirgskorps unter größter Geheimhaltung ihre Ausgangsstellungen bei Knin, Srb und Bihać.

## Operationsverlauf
Am Morgen des 25. Mai 1944 landeten die Fallschirmjäger des SS-Fallschirmjäger-Bataillons 500 mit Fallschirmen bzw. Lastenseglern gegen 7:00 Uhr in Drvar. Bei der Landung verunglückten mehrere Lastensegler, so dass das Bataillon bereits zu Beginn des Unternehmens erhebliche Verluste erlitt. Nach schweren Gefechten mit den in der Stadt befindlichen Partisaneneinheiten gelang es den Fallschirmjägern, unterstützt durch Kampfflugzeuge, bis gegen Mittag die Kontrolle über Drvar zu erringen. Bei den Kämpfen in der Stadt wurde keinerlei Rücksicht auf die Zivilbevölkerung genommen.
Zur gleichen Zeit setzten sich die fünf Kampfgruppen des XV. Gebirgs-Korps aus verschiedenen Richtungen nach Drvar in Bewegung.
Da die genaue Lage von Titos Hauptquartier den deutschen Kommandotruppen unbekannt war, musste dieses erst genau lokalisiert werden, was erst am späten Vormittag gelang. Der Angriff auf die „Zitadelle“ blieb jedoch im Feuer des Begleitbataillons, das von Offiziersschülern unterstützt wurde, liegen, woraufhin sich die Fallschirmjäger vorerst zurückzogen.
Bereits wenige Stunden nach der Landung der Fallschirmjäger begann die rasch herangeführte 3. Brigade der 6. Lika-Division mit Gegenangriffen. Trotz der Verstärkung durch die zweite Welle, die kurz vor Mittag gelandet war, befand sich das SS-Fallschirmjäger-Bataillon ab 16:00 Uhr in schwersten Abwehrkämpfen gegen zahlenmäßig stark überlegene Partisanenkräfte und wurde bis zum Abend zum Friedhof der Stadt zurückgedrängt, wo eine Verteidigungsstellung bezogen wurde. Dabei wurde auch der Bataillonskommandeur Kurt Rybka schwer verwundet und ausgeflogen. Nach der Verwundung Rybkas übernahm Hauptmann Bentrup vom 1. Fallschirmjäger-Regiment das Kommando.
In der Nacht zum 26. Mai wurden die Stellungen der Fallschirmjäger am Friedhof von Drvar immer wieder von den vier Bataillonen der 3. Brigade angegriffen, die später von der 9. Dalmatischen Division verstärkt wurden. Auf dem Höhepunkt der Kämpfe gelang es einer Partisanengruppe, den deutschen Verteidigungsring zu durchbrechen; die eingebrochenen Partisanen wurden aber in einem Gegenstoß der Fallschirmjäger getötet. Bei Tagesanbruch waren die Partisanen gezwungen, sich wegen der Gefahr wieder einsetzender deutscher Luftangriffe zurückzuziehen. Um 7:00 Uhr warfen zwölf Ju-52 dringend benötigte Versorgungsgüter, vor allem Munition, ab.
Gegen 10:00 Uhr trafen die Spitzen der deutschen Aufklärungsabteilung 373 in Drvar ein, und um die Mittagszeit erreichten auch die Reste der Kampfgruppe der 373. (kroat.) Infanterie-Division sowie das 92. Grenadier-Regiment (mot.) und die Kampfgruppe Willam den Ort.
Die Kämpfe mit Einheiten der Jugoslawischen Volksbefreiungsarmee in Westbosnien dauerten noch bis zum 6. Juni 1944, als das deutsche Oberkommando die Operation für beendet erklärte.

## Titos Flucht
Obwohl die deutschen Vorbereitungen den Alliierten nicht verborgen geblieben waren, war das Ziel der Operation dort nicht bekannt. Bereits wenige Tage vor dem Angriff auf Drvar hatten die Militärmissionen Großbritanniens und der USA ihre Quartiere wegen der verstärkten deutschen Luftaufklärung aus Drvar weg verlegt. Tito, sein Stab und seine Leibwache verließen gegen 11:15 Uhr die Höhle, in der sich das Stabsquartier befand, und zogen sich nach Potoci (15 km entfernt) zurück, wo die alliierten Militärmissionen zu ihnen stießen. Die Gruppe versteckte sich in der Umgebung, bis sie am 3. Juni vom Flugfeld von Kupreško polje nach Bari ausgeflogen wurde, von wo Tito zu seinem neuen Hauptquartier auf der Insel Vis weiterreiste.

## Ergebnis
Dem SS-Fallschirmjäger-Bataillon 500 war es gelungen, den Gegner zu überraschen, Drvar einzunehmen und das Hauptquartier der Jugoslawischen Volksbefreiungsarmee dort zu zerstören. Das eigentliche Ziel des Unternehmens, die Gefangennahme oder Tötung Titos, wurde jedoch nicht erreicht. Als Grund dafür wird u. a. angegeben, dass der genaue Aufenthaltsort Titos nicht bekannt gewesen sei und erst vor Ort in Erfahrung gebracht werden musste, wodurch wertvolle Zeit verloren ging. Weiter wird kritisiert, dass das Plateau oberhalb von Titos Höhlenversteck nicht von vornherein besetzt wurde, was Titos Flucht hätte vereiteln können. Inwiefern dieses Argument angesichts der Unkenntnis über das Versteck stichhaltig ist, ist in der Literatur umstritten. Die Frage des Einsatzes eines zweiten Fallschirmjäger-Bataillons dürfte in diesem Zusammenhang rein hypothetischer Natur sein, da bereits der Transport eines Bataillons die vorhandenen Lufttransportkapazitäten voll auslastete und die Landung in zwei Wellen nötig machte.
Das XV. Gebirgs-Korps verlor in den Kämpfen im Raum Sanski Most und Glamoč 1.145 Mann (213 Tote, 881 Verwundete und 51 Vermisste), meldete im Gegenzug 1.916 „gezählte“ Tote und 419 erbeutete Gewehre. Die Verluste des SS-Fallschirmjägerbataillons 500 betrugen 576 Tote und 48 Verwundete, d. h. 624 von 874 eingesetzten Soldaten (71 Prozent). Nach Meldung des OKW betrugen die Verluste der Partisanen einschließlich Gefangener 6.240 Mann.
Brian Jeffrey Stree bezeichnet die Operation als einen „brillant ausgeführten Fehlschlag“.